# 越津ねぎ

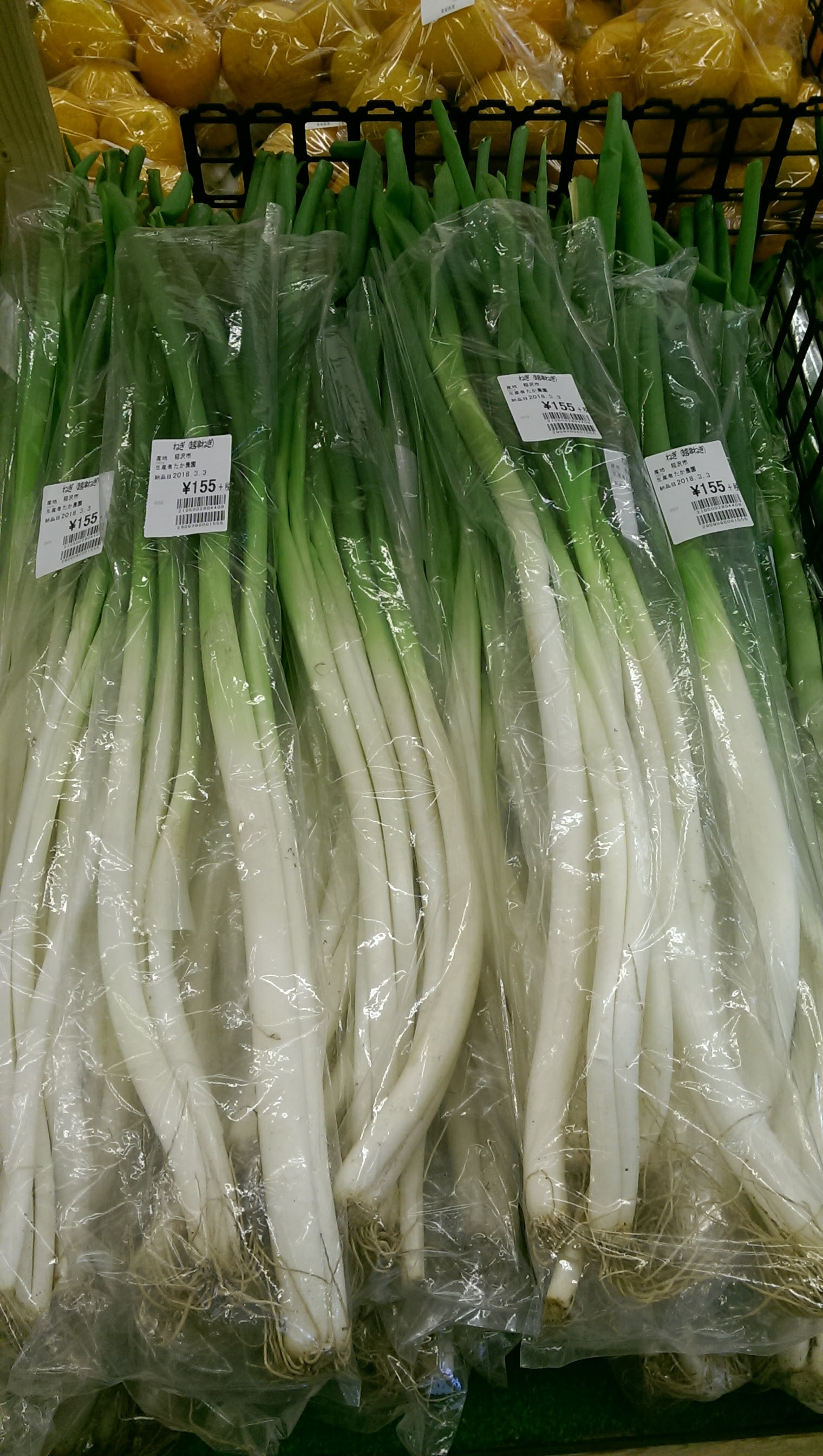
越津ねぎ（2018年3月）

越津ねぎ（こしづねぎ）は、あいちの伝統野菜にも選ばれている伝統野菜。

## 概要
その名称は海部郡越津村（現津島市越津町）に由来する。江戸時代に当地において栽培が始まり、現在は津島市を中心とした尾張地方や豊田市などで生産されている。
旬は10月から3月頃で、全体的に柔らかいために、葉及び根深についても食用に適するのが特徴である。
栽培に労力が掛かることなどを理由に、冬季に限って生産される傾向にある。すき焼きなどに用いられる。
一般に、東日本は白ねぎ、西日本は青ねぎが主流といわれているが、越津ねぎは白い部分と青い部分がほぼ半分のため、ねぎの東西境界と考えられている。